# Галкино (Судиславский район)
Галкино — деревня в Расловском сельском поселении Судиславского района Костромской области России.

## География
Деревня расположена на автодороге Кострома — Верхнеспасское Р98, недалеко от железнодорожной ветки Кострома — Галич.

## История
Согласно Спискам населенных мест Российской империи в 1872 году деревня относилась к 1 стану Костромского уезда Костромской губернии. В ней числилось 10 дворов, проживало 23 мужчины и 26 женщин.
Согласно переписи населения 1897 года в деревне проживало 98 человек (36 мужчин и 62 женщины).
Согласно Списку населенных мест Костромской губернии в 1907 году деревня относилась к Шишкинской волости Костромского уезда Костромской губернии. По сведениям волостного правления за 1907 год в ней числилось 20 крестьянских дворов и 117 жителей. Основными занятиями жителей деревни, помимо земледелия, были плотницкий промысел и извоз.
До муниципальной реформы 2010 года деревня входила в состав Грудкинского сельского поселения Судиславского района.

## Население
| 1872 | 1897 | 1907 | 2008 | 2010 | 2014 |
| ---- | ---- | ---- | ---- | ---- | ---- |
| 49   | ↗98  | ↗117 | ↘2   | ↗3   | →3   |